# Hipótese de ergodicidade
Em física e termodinâmica, a hipótese de ergodicidade estabelece que, sobre um período prolongado de tempo, o tempo de permanência em uma dada região do espaço de fase de microestados com a mesma energia é proporcional ao volume da região, ou seja todos os microestados acessíveis são igualmente prováveis ao longo de um período de tempo prolongado. 

## Matemática
Em matemática, a teoria ergódica é um ramo que trabalha sobre sistemas dinâmicos que satisfazem uma versão desta hipótese, formulada de acordo com a linguagem da teoria da medida.